# Bahnhöfe in Duisburg

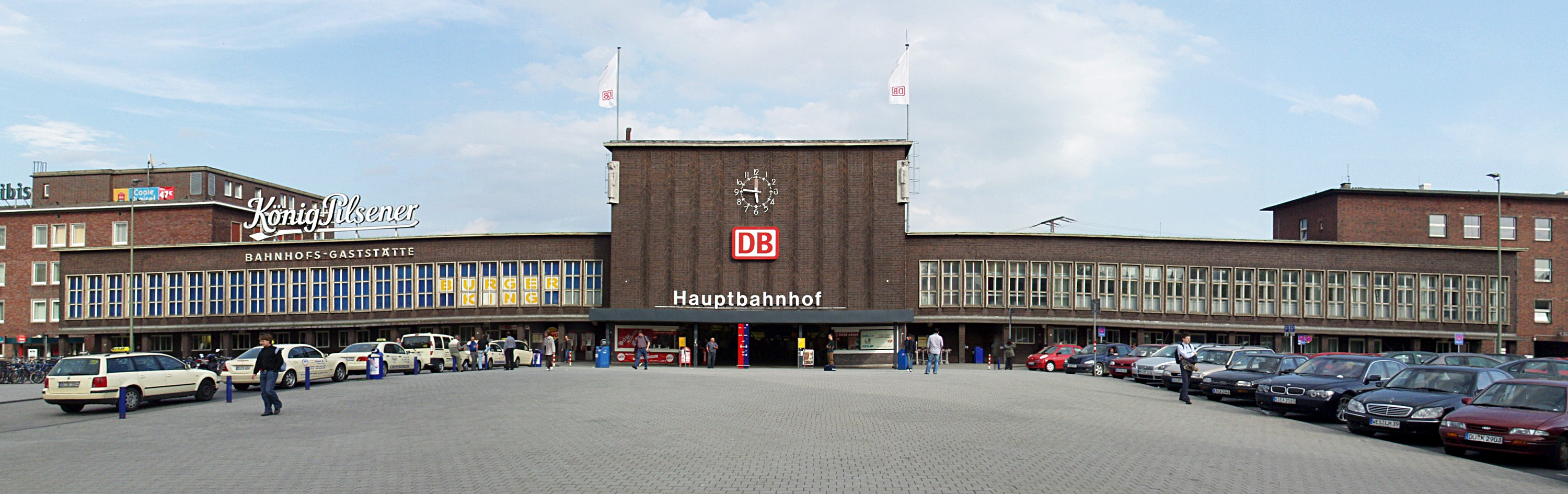
Duisburg Hauptbahnhof

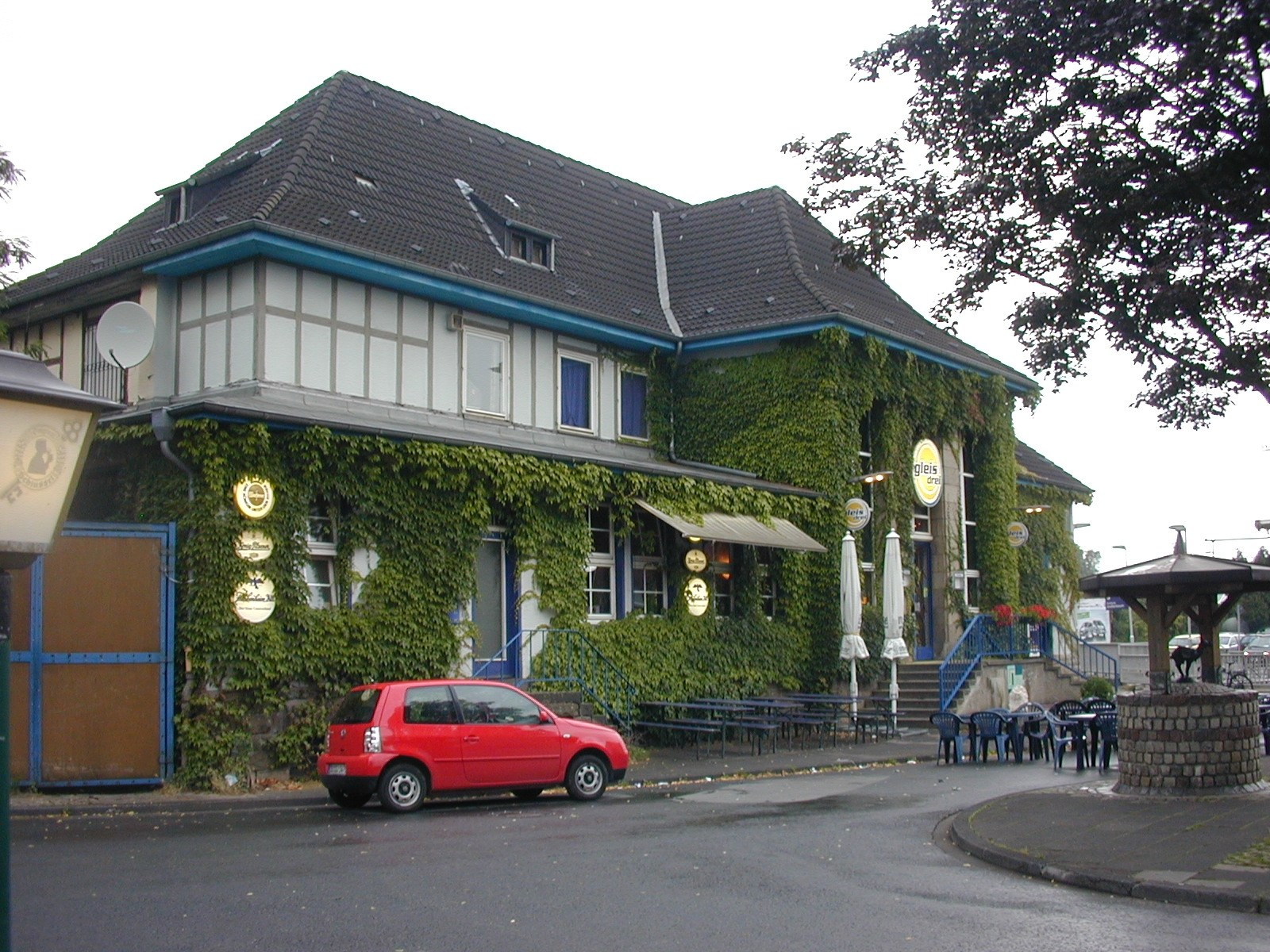
Bahnhof Duisburg-Großenbaum

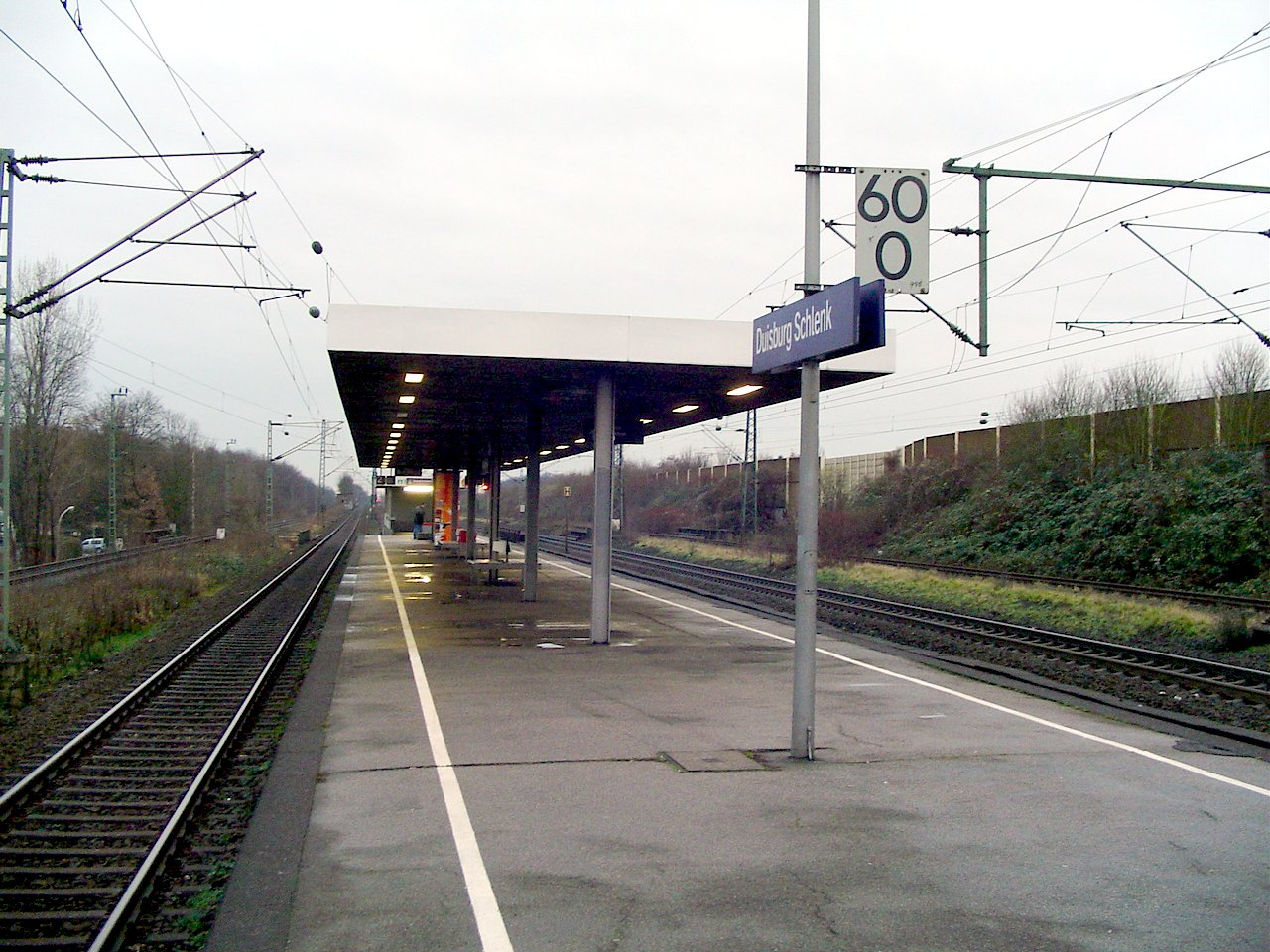
Haltepunkt Duisburg Schlenk

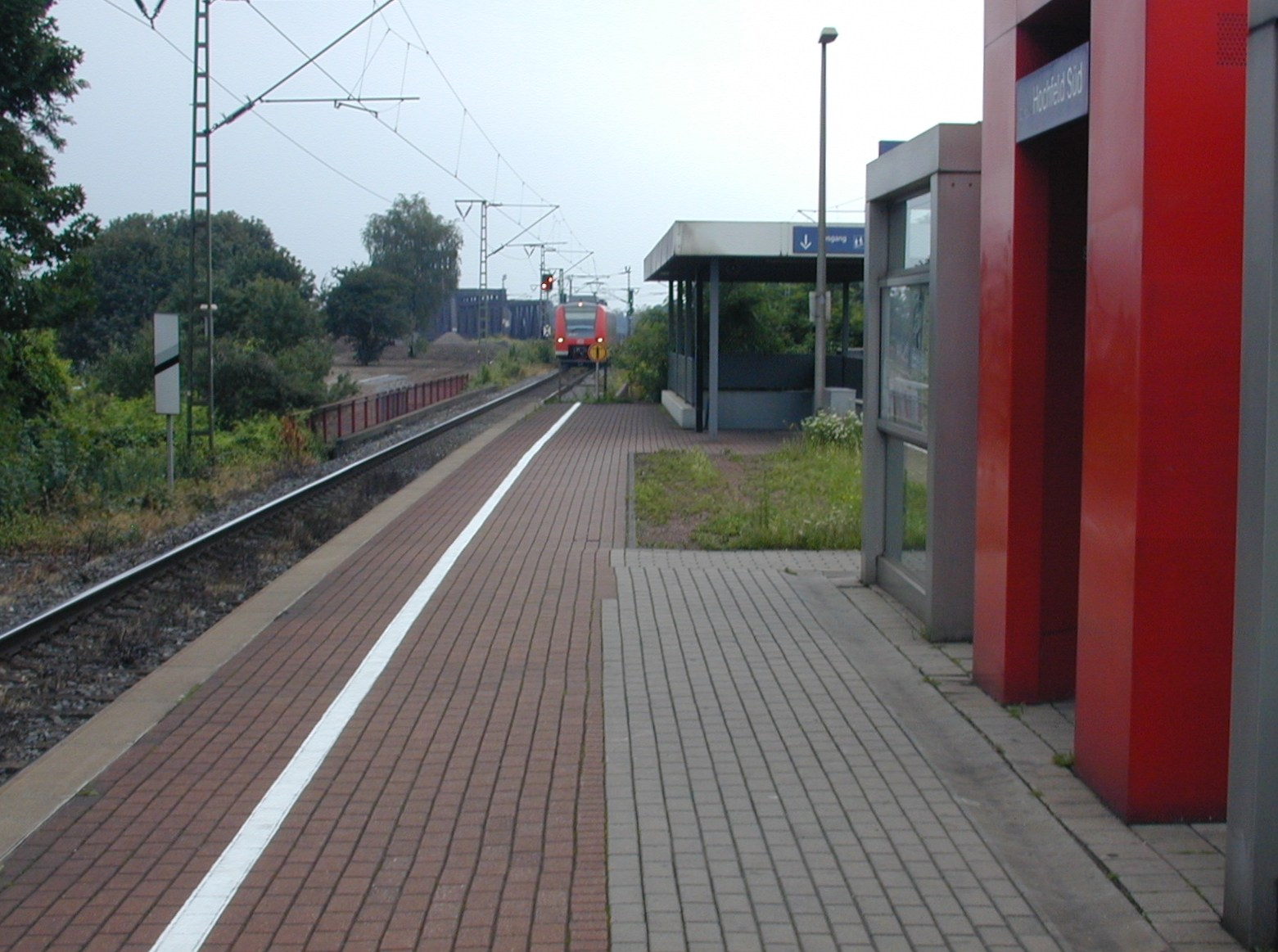
Haltepunkt Duisburg-Hochfeld Süd

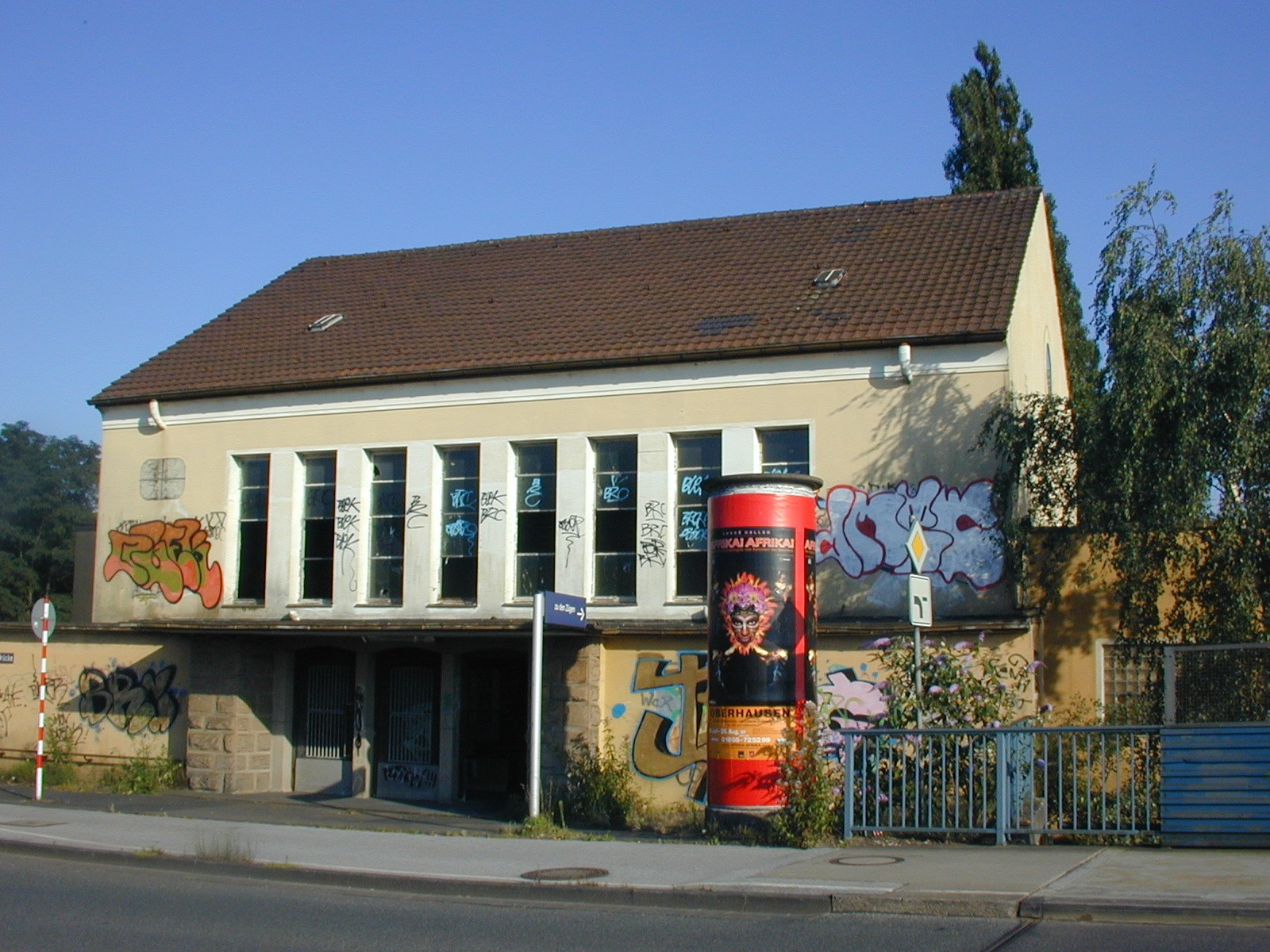
Bahnhof Wedau

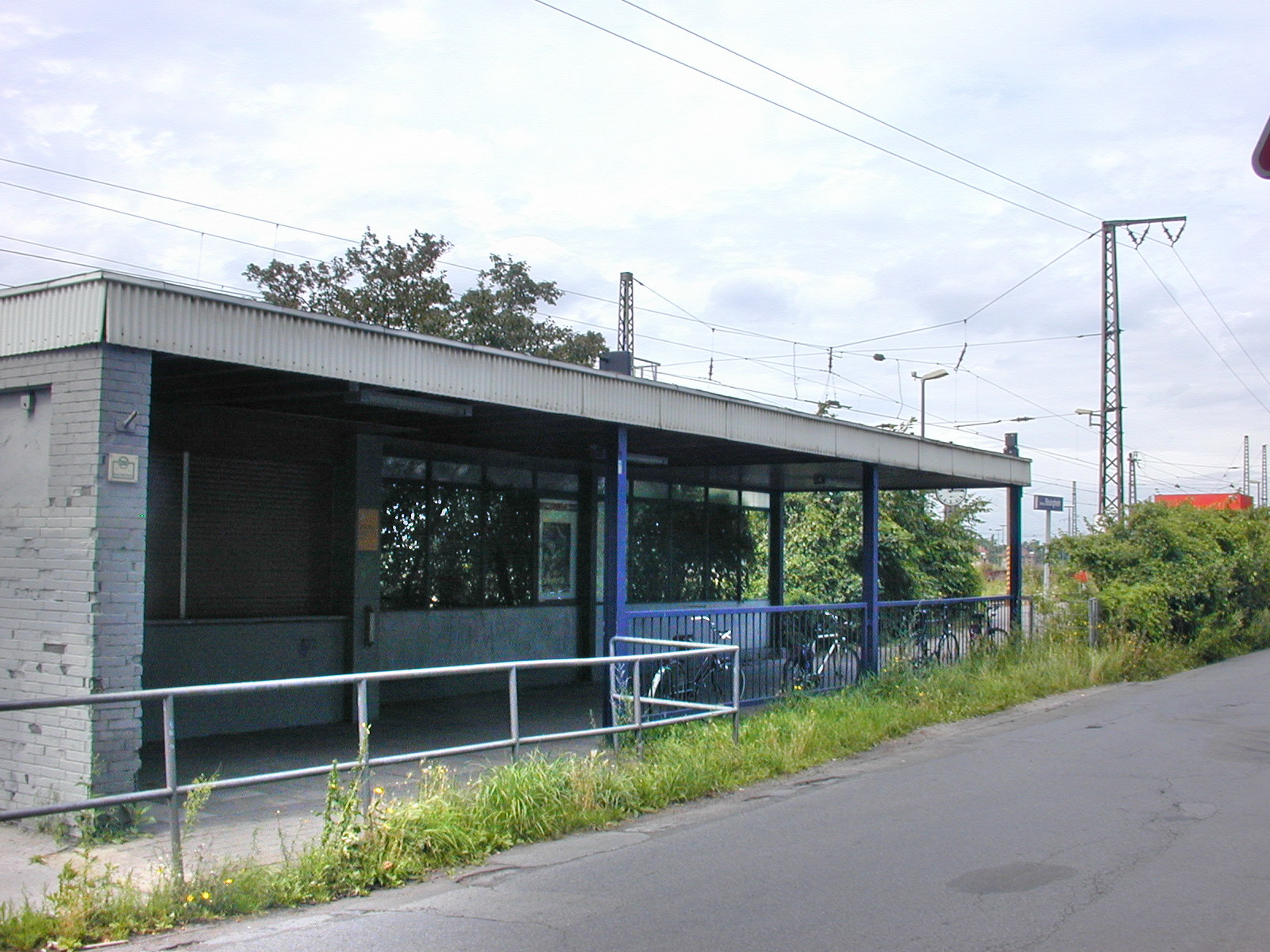
Haltepunkt Duisburg-Bissingheim

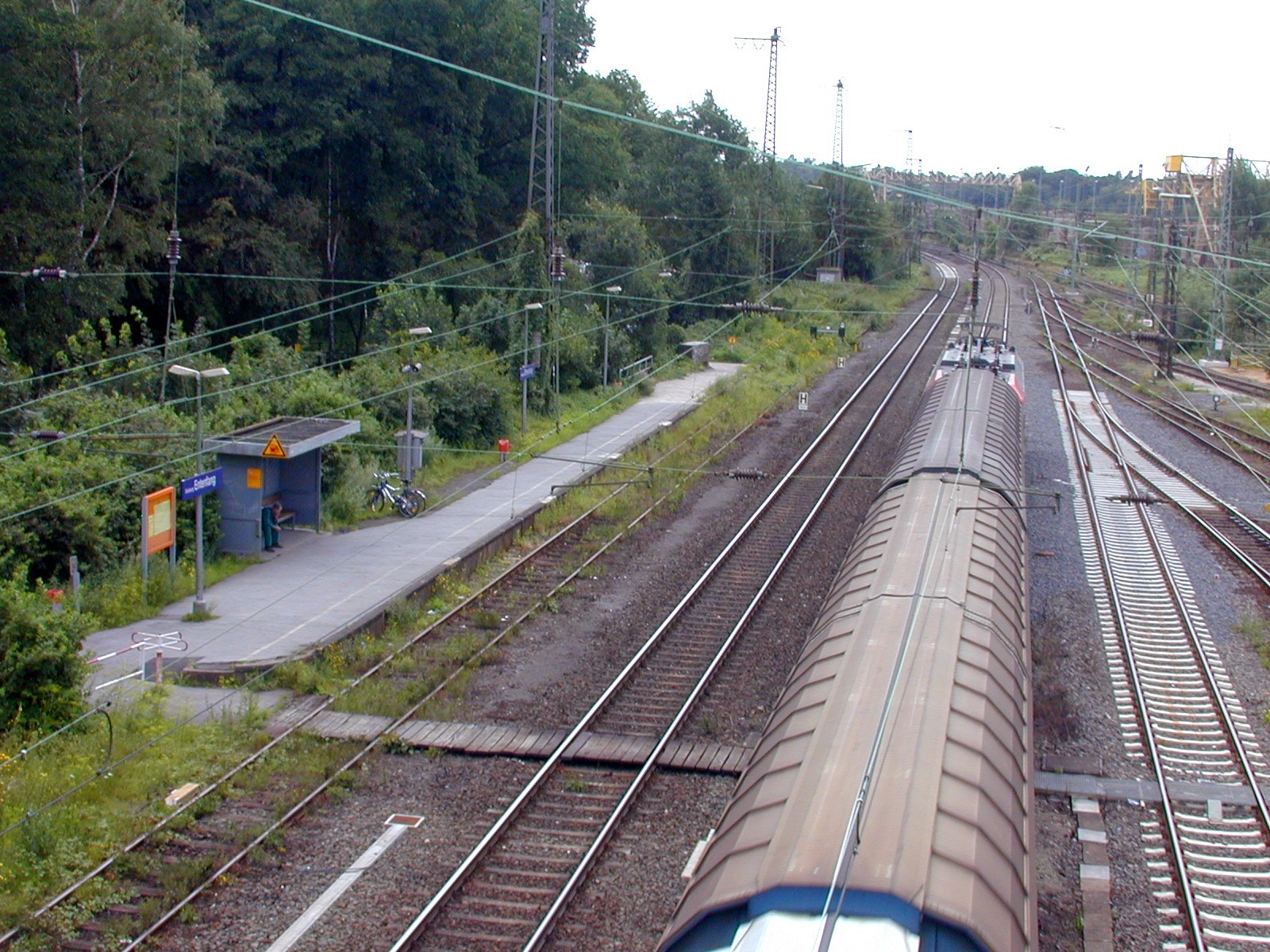
Haltepunkt Duisburg-Entenfang

Diese Liste der Bahnhöfe in Duisburg gibt eine Übersicht über noch bestehende und bereits stillgelegte Bahnhöfe in der Großstadt Duisburg. Das heutige Stadtgebiet Duisburgs entstand durch eine ganze Reihe von Eingemeindungen. Dieses ist durchzogen von Eisenbahnstrecken verschiedener (nominell) privater Eisenbahn-Gesellschaften des 19. Jahrhunderts (Köln-Mindener Eisenbahn-Gesellschaft, Rheinische Eisenbahn-Gesellschaft, Bergisch-Märkische Eisenbahn-Gesellschaft) und vieler Werksbahnen diverser Zechen und Stahlproduktionsfirmen.

## Personenverkehr

### Fernverkehrshalte
Wichtigster Bahnhof Duisburgs und Fernverkehrsknoten des Niederrheins ist der Duisburger Hauptbahnhof, sowohl im Schienenpersonenfernverkehr als auch im Schienenpersonennahverkehr bedient er die
- Bahnstrecke Duisburg – Düsseldorf – Köln-Deutz (ICE, IC, D, RE, RB, S1),
- Bahnstrecke Duisburg – Wanne-Eickel – Dortmund (ICE, IC, D, RE, RB),
- Bahnstrecke Duisburg – Essen – Dortmund (ICE, IC, D, RE, RB, S1),
- Bahnstrecke Duisburg – Rheinhausen und weiter
  - Bahnstrecke … – Rheinhausen – Mönchengladbach (RE, RB),
  - Bahnstrecke … – Rheinhausen – Moers – Xanten (RB)
    - zusätzlich Montags bis Freitags: … – Rheinhausen – Moers (RE „Fossa-Emscher-Express“),
    - zusätzlich Samstags, Sonntags und Feiertags: … – Rheinhausen – Moers – Kamp-Lintfort Süd (RB),
- Bahnstrecke Duisburg – Duisburg-Entenfang (– Ratingen) (RB).

### Regionalverkehrshalte
Neben dem Hauptbahnhof hat Duisburg noch einen weiteren Knotenbahnhof: Der Stadtteil mit dem Bahnhof Rheinhausen kam erst 1975 im Zuge der Gemeindereform zu Duisburg und wurde (noch) nicht umbenannt. Er liegt an der
- Bahnstrecke Duisburg – Rheinhausen; im weiteren Verlauf in Rheinhausen verzweigend als
  - Bahnstrecke Rheinhausen – Mönchengladbach (RE, RB),
  - Bahnstrecke Rheinhausen – Xanten (RB).

Daneben gibt es an der
- Bahnstrecke Duisburg – Rheinhausen die Halte der RB 33 „Rhein-Niers-Bahn“:
  - Haltepunkt Duisburg-Hochfeld Süd,
  - Haltepunkt Rheinhausen Ost.
- Bahnstrecke Rheinhausen – Xanten die Halte der RB 31 „Der Niederrheiner“:
  - Haltepunkt Rumeln,
  - Bahnhof Trompet.
- Verbindungskurve zur Bahnstrecke Osterath–Dortmund Süd:
  - den ehem. Haltepunkt Duisburg-Regattabahn.
- Bahnstrecke Duisburg – Duisburg-Entenfang (– Ratingen) bis 2019 die Halte der RB 37 „Der Wedauer“, seitdem stillgelegt:
  - Bahnhof Duisburg-Wedau,
  - Haltepunkt Duisburg-Bissingheim (Bahnhofteil von Duisburg-Wedau),
  - Haltepunkt Duisburg-Entenfang (Bahnhofteil von Duisburg-Wedau).
- Bahnstrecke Oberhausen–Duisburg-Ruhrort die Halte der RB 36 „Ruhrort-Bahn“,
  - Haltepunkt Duisburg-Obermeiderich,
  - Haltepunkt Duisburg-Meiderich Ost,
  - Bahnhof Duisburg-Meiderich Süd,
  - Haltepunkt Duisburg-Ruhrort.

### S-Bahn Halte
- Haltepunkt Duisburg-Schlenk (S1)
- Haltepunkt Duisburg-Buchholz (S1)
- Bahnhof Duisburg-Großenbaum (S1)
- Haltepunkt Duisburg-Rahm (S1)

## Güterverkehr
Güterbahnhöfe (Umschlag- bzw. Rangierbahnhöfe)
- Duisburg-Wedau (derzeit im Abbruch, war zweiseitiger Rangierbahnhof)
- Duisburg Güterbahnhof (abgebrochen, siehe auch Unglück bei der Loveparade 2010)
- Duisburg-Hochfeld Süd (ehem. Gefällebahnhof an der Rheinischen Bahn, nach Stilllegung der Ablaufanlage noch als Güterbahnhof für den Ortsverkehr in Betrieb)
- Hamborn-Neumühl (abgebrochen)
- Duisburg-Beeck (abgebrochen, Provisorium auf einem für einen großen Rangierbahnhof aufgeschütteten Eisenbahngelände)
- Hohenbudberg (abgebrochen, befand sich früher auf Krefelder und heute auf Duisburger Stadtgebiet, ursprünglich drei Rangiersysteme, ehem. zweitgrößter Rangierbahnhof der Deutschen Bundesbahn mit ca. 35 ha)
- Bergheim (abgebrochen)

Hafenbahnhöfe
- Bahnhof Duisburg-Ruhrort Hafen (neu)
- Duisburg-Ruhrort Hafen (alt, abgebrochen)
- Duisburg-Hafen

Werksbahnhöfe
- Eisenbahn und Häfen (ThyssenKrupp)
  - Vorbahnhof Bruckhausen
  - Grünstraße
  - Meerbergstraße
  - Honigstraße
- Hüttenwerke Krupp Mannesmann
  - Duisburg-Huckingen